# Облога Замостя (1648)
Облога Замостя — відбулася у 1648 році під час повстання Хмельницького та виборів нового монарха Речі Посполитої.

## Історія
На зламі жовтня й листопада козацько-кримськотатарські війська підійшли до Замостя. Козацький гетьман Богдан Хмельницький, який отаборився в Лабуньках, намагався здобути це місто-фортецю, але не вірив в успіх. У першій половині XVII століття Замостя було найсучаснішою та найпотужнішою фортецею Речі Посполитої та Східної Європи. Його оточували потужні укріплення з численними бастіонами. Про технічний стан мурів, артилерію та чисельність залоги постійно дбав Ян Собіпан Замойський — 3-й ординат Замойського, який також був шваграм руського воєводи князя Єремія Вишневецького.
Сили Хмельницького оцінювали в 40-60 тис. вояків. Фортецю захищали близько 4700 осіб, у тому числі: 2100 піхотинців, 200 рейтарів, 1400 шляхти та 1000 міщан під командуванням ельблонгського каштеляна Людвіка Вейгера та маркграфа Владислава Мишковського. У місті знайшло притулок багато біженців з довколишніх сіл і містечок, а то й з Русі, Поділля та Волині. Під час облоги у фортеці став помітний конструктивний дефект. Козаки закопали Щебжеську дамбу і осушили ставок, відкривши південну частину укріплень. Це змусило захисників зосередити на цій ділянці великі сили. Богдан Хмельницький не мав облогової артилерії, щоб взяти Замостя штурмом, а наближалася зима, до якої обложники не були готові. Проте захисники, серед яких поширювалася епідемія, не могли розраховувати на порятунок. Їм також не вистачало їжі, щоб нагодувати залогу та населення, яке шукало притулку за стінами фортеці. Тому вже через 17 днів було укладено вигідну для обох сторін угоду про сплату мешканцями Замостя викупу в розмірі 20 000 польських злотих.
Миколай Єміоловський і Вавжинець-Ян Рудавський у своїх книгах писали, що під час облоги Замостя в 1648 році загинув політичний і військовий лідер кримських татар Тугай-бей. Проте, насправді він загинув через три роки в битві під Берестечком.